# De Hemricourt de Ramioulle
De Hemricourt de Ramioulle is een Waals geslacht dat opklimt tot in de zestiende-zeventiende eeuw en waarvan leden sinds 1816 tot de Nederlandse/Belgische adel behoren.

## Geschiedenis
De stamreeks begint met Jean de Hemricourt, een kapitein van de cavalerie die in 1611 overleed. Hij trouwde met Marie Nollens, erfdochter van Art, heer van Waleffe, Meeffe, Seron en Gochenée en deze heerlijkheden gingen over op haar zoon. Die zoon Richard († 1675) was lid van de Ridderschap van Luik. Een zoon van de laatste, Richard († 1713), trouwde in 1668 met Catherine Madeleine de Binckem, vrouwe van Ramioulle, waardoor die laatste heerlijkheid in het geslacht De Hemricourt kwam. Hun kleinzoon Conrard werd in 1745 verheven tot des H.R.Rijksgraaf. Diens zoon werd bij Koninklijk Besluit van 5 maart 1816 benoemd in de ridderschap van Luik met de titel van graaf op allen. Deze familietak is in de mannelijke lijnen uitgestorven in 1931.
In 1902 en 1989 werden nazaten erkend in de Belgische adel.
- In 1902 ging het om Edmond d'Hemricourt (Frameries, 21 maart 1875 - Etterbeek, 13 juni 1977), cavalerieofficier, die verschillende niet-adellijke generaties voor zich had, maar die erkenning in de erfelijke adel verkreeg, met de titel graaf overdraagbaar op al zijn afstammelingen. Hij trouwde met Leopoldine Hanssens (1881-1945) en ze hadden een zoon, Claude d'Hemricourt (1913-1999) die ongehuwd overleed. Deze tak is in 1999 uitgedoofd.
- In 1989 ging het om Jacques-Robert d'Hemricourt (° Etterbeek, 19 januari 1942), die erfelijke adelserkenning verkreeg. Hij trouwde met Christiane Deflandre en ze hebben twee dochters. Deze tak zal, indien er geen wetswijziging komt ten aanzien van vererving in vrouwelijke lijn, onvermijdelijk uitdoven bij het overlijden van Jacques d'Hemricourt.

## Enkele telgen
- Richard de Hemricourt, heer van Merdorp, Faulx, Mozet, Seron en Ramioulle (†1713) trouwde in 1668 met Catherine Madeleine de Binckem, vrouwe van Ramioulle († 1723)
  - Richard Ferdinand de Hemricourt, heer van Ramioulle, Meeffe en Forville
    - Conrard Ferdinand Joseph Richard des H.R.Rijksgraaf de Hemricourt, heer van Meeffe en Forville, kapitein
      - Claude Florent Alexandre des H.R.Rijksgraaf de Hemricourt de Ramioulle (1742-1808)
        - Jean Ernest Philibert Albert graaf de Hemricourt de Ramioulle (1770-1835), kapitein, lid Ridderschap en Provinciale Staten van de provincie Luik, lid Eerste Kamer en Tweede Kamer
          - Albert Louis graaf de Hemricourt de Ramioulle (1801-1867)
            - Alfred graaf de Hemricourt (1834-1899)
              - Albert graaf de Hemricourt (1861-1931), burgemeester van Aye
                - Jeanne gravin de Hemricourt de Braconier (1893-1989), laatste telg van de oudste Belgische adellijke tak

            - Emile de Hemricourt (1836-1905)
              - Charles Antoine Richard Adolphe graaf de Hemricourt de Ramioulle (1803-1878), diplomaat in Nederlandse dienst

      - Berthoud des H.R.Rijksgraaf de Hemricourt (1737-1793)
        - Hart-Dieudonné des H.R.Rijksgraaf de Hemricourt (1771-1817)
          - Albert-Alexander de Hemricourt (1808-1904)
            - Justin-Alphonse de Hemricourt (1844-1914)
              - Alexandre-Richard de Hemricourt (1876-1927)
                - Roger-Richard de Hemricourt (1912-1970)
                  - Jacques d'Hemricourt (1942), ingenieur, verkreeg in België adelserkenning in 1989, laatste mannelijke telg van het geslacht

            - Charles-Armand de Hemricourt (1848-1911)
              - Edmond graaf d'Hemricourt (1875-1932), majoor, verkreeg in België adelserkenning in 1902 met de titel van graaf op allen
              - Claude graaf d'Hemricourt (1913-1999), reserve-kapitein-commandant, laatste telg van deze tak